# Bugcrowd
 (mars 2024).
Bugcrowd est une plateforme de sécurité collaborative,,. Elle a été fondée en 2011 et était en 2019 l'une des plus grandes sociétés de bug bounty et de divulgation de vulnérabilités sur Internet. En mars 2018, il a obtenu 26 millions de dollars dans le cadre d'une série C mené par Triangle Peak Partners. Bugcrowd a annoncé une série D de 30 millions de dollars en avril 2020, dirigé par lle précédent investisseur Rally Ventures.

## Histoire
Bugcrowd a été fondé à Sydney en Australie en 2012 et compte plusieurs bureaux dans le monde, à Sydney et à Londres, son siège social est situé à San Francisco.
Bugcrowd se concentre sur un large spectre de services de tests d'intrusion pour l'IoT, les API et même les infrastructures réseau, et propose également la gestion de la surface d'attaque.
En 2022, Bugcrowd a nommé Dave Gerry au poste de directeur général.
En mai 2023, Bugcrowd a annoncé la transformation de sa plate-forme de cybersécurité collaborative en alliant l'IA et les hackers éthiques,. Bugcrowd a également annoncé en mai la création d'un Crowdsourced Pen en collaboration avec HackerOne Inc. et Synack Inc. 

## Financement
Bugcrowd a levé un total de 78,7 millions de dollars en 6 rounds. Le 9 avril 2020 lors d'un tour de table de série D la startup a levé 30 millions de dollars, un tour de table dirigé par Rally Ventures destiné à financer le déploiement international de l'entreprise.
Blackbird Ventures a dirigé le financement de son cycle de série B avec 15 millions de dollars levés en avril 2016. Lors de ce tour de financement, Bugcrowd ambitionnait de traiter les paiements pour le programme de bug bounty de Facebook.
Leur série A a eu lieu en 2015 et a été mené par Costanoa Ventures, pour un montant de 6 millions de dollars.
En 2013 Bugcrowd obtenait un seed funding de 1,6 million de dollars mené par Rally Ventures, et comptait 3 000 hackers éthiques dans sa communauté.

## Clientèle
Bugcrowd dispose d'une longue liste de clients tels que Tesla, Atlassian, Fitbit, Square, Mastercard et d'autres. L'entreprise travaille avec des géants de la technologie tels que Amazon ou eBay.
BugCrowd travaille avec 65 industries dans 29 pays et cherche à se développer en Europe et en Asie.
Bugcrowd travaille également avec le secteur financier grâce à Western Union pour qui ils ont organisé un bug bounty privé, devenu public par la suite, avec des récompenses allant de 100 à 5 000 dollars.
Samsung est également un client de BugCrowd et a déjà investi plus de 2 millions de dollars dans son bug bounty.
En 2020, l'un des principaux fournisseurs de VPN, ExpressVPN, est devenu client de Bugcrowd.
La plateforme d'emploi Seek utilise Bugcrowd depuis 2019 pour rechercher en continu les bogues et les failles de sécurité de sa plateforme, la récompense la plus élevée est de 10 000 dollars,.
Bugcrowd est également un pionnier des bug bounty gouvernementaux et militaire, et a inauguré des programmes pour le DOD américain, l'Air Force et le DDS,.

## Engagements
Le fondateur, président et directeur technique de Bugcrowd est partenaire du projet open source discover.io, qui aide les hackers éthiques et les organisations à rendre Internet plus sûr, ensemble. De plus, Bugcrowd a été nommé sur la liste Forbes 2021 des meilleurs employeurs de startups d'Amérique par Forbes et Statista Inc.
Bugcrowd a également créé sa propre université pour aider le public à apprendre à coder, à trouver des failles de sécurité dans différents systèmes et à les corriger.